# Alfred Naujocks
Alfred Helmut Naujocks (20. září 1911, Kiel – 4. dubna 1966, Hamburk) alias Hans Müller, Alfred Bonsen, Rudolf Möbert byl německý důstojník SS. Účastnil se několika tajných a speciálních operací, např. přepadení vysílačky v Gliwicích, které posloužilo jako záminka k německému útoku na Polsko.

## Životopis
Alfred Naujocks se narodil jako syn Richarda Naujockse a jeho manželky Therese, rozené Pahlke. V Kielu navštěvoval od roku 1917 reálnou školu. V roce 1925 školu opustil a začal se vzdělávat v jemné mechanice. Od 1. srpna 1931 byl členem NSDAP. V roce 1933 vstoupil do SS a od roku 1934 byl přidělen k tajné službě Sicherheitsdienst (SD) pod vedením Reinharda Heydricha. Zde nejprve pracoval jako řidič a běžný pracovník, ale brzy mu začaly být přidělovány speciální úkoly. V roce 1935 vycestoval s Wernerem Göttschem do Československa, kde zavraždili inženýra Rudolfa Formise, pracovníka organizace Schwarze Front, který z Československa vysílal protinacistickou propagandu na území Třetí říše. V roce 1937 Naujocks přešel do zahraničního oddělení SD-Auslandsnachrichtendienst. V březnu 1939 měl podíl na odtržení Slovenska od Česko-Slovenska.
Podílel se na zorganizování fingovaného přepadu vysílače v Gliwicích (Gleiwitz), který byl zamýšlen jako záminka pro útok na Polsko a byl fakticky začátkem druhé světové války. V září 1939 se zúčastnil incidentu ve Venlo, kdy se nacistům podařilo unést dva agenty britské tajné služby v nizozemském pohraničním městě Venlo. Akce zmařila činnost britské špionážní sítě v západní a střední Evropě. V důsledku tohoto neúspěchu odstoupil šéf nizozemské tajné služby. Hitler použil tento incident v květnu 1940 jako záminku k okupaci Nizozemska.
V letech 1939 až 1941 byl Naujocks vedoucím oddělení zprostředkování zpráv a zpravodajskotechnického nasazení v zahraničí Amt VI J (od začátku roku 1940 pod jménem Amt VI B.). Mezi jiným spočívala jeho role v obstarávání falešných pasů, průkazů a bankovek pro zahraniční agenty SD. Byl jednou z duší proslulého nacistického zpravodajského nevěstince Salon Kitty. Podílel se na operaci Bernhard, v níž nacisté ve velkém padělali převážně britské libry, později i dolary, se záměrem takto poškodit ekonomiku Británie.
V roce 1941 byl převelen od SD k Waffen-SS kvůli obvinění z korupce,[zdroj?] respektive poté, co se nepohodl s Heydrichem. Sloužil na východní frontě až do roku 1943, kdy byl v důsledku zhoršení zdravotního stavu přesunut na západ. Sloužil dále v ekonomickém oddělení SS v Belgii. Zde se podílel na bojích proti odbojovému hnutí. Po povýšení na Obersturmführera SS (nadporučíka) se od prosince 1943 do podzimu 1944 zapojil do boje proti dánskému hnutí odporu jako člen skupiny Petergruppe vedené Otto Schwerdtem.
V listopadu 1944 se dobrovolně vzdal do rukou amerických jednotek. Po válce vypovídal jako svědek na Norimberském procesu. Potvrdil, že útok na vysílač v Gliwicích byl zorganizován Heydrichem a Heinrichem Müllerem, velitelem gestapa.
Po válce žil v Německu a živil se nejprve jako pasák a šmelinář. Později byl vydán do Dánska, kde si odseděl 4 roky ve vězení. Poté provozoval hostinec v Hamburku. Podle některých zdrojů byl ve spojení s Otto Skorzenym a podporoval organizaci ODESSA. V únoru 1966 požádala Generální prokuratura ČSSR justiční orgány SRN o jeho vydání, aby byl stíhán za Formisovu vraždu, ale k tomu již nedošlo, neboť krátce nato 4. dubna 1966 Naujocks zemřel v Hamburku na infarkt.